# Altes Land

La Basse-Saxe

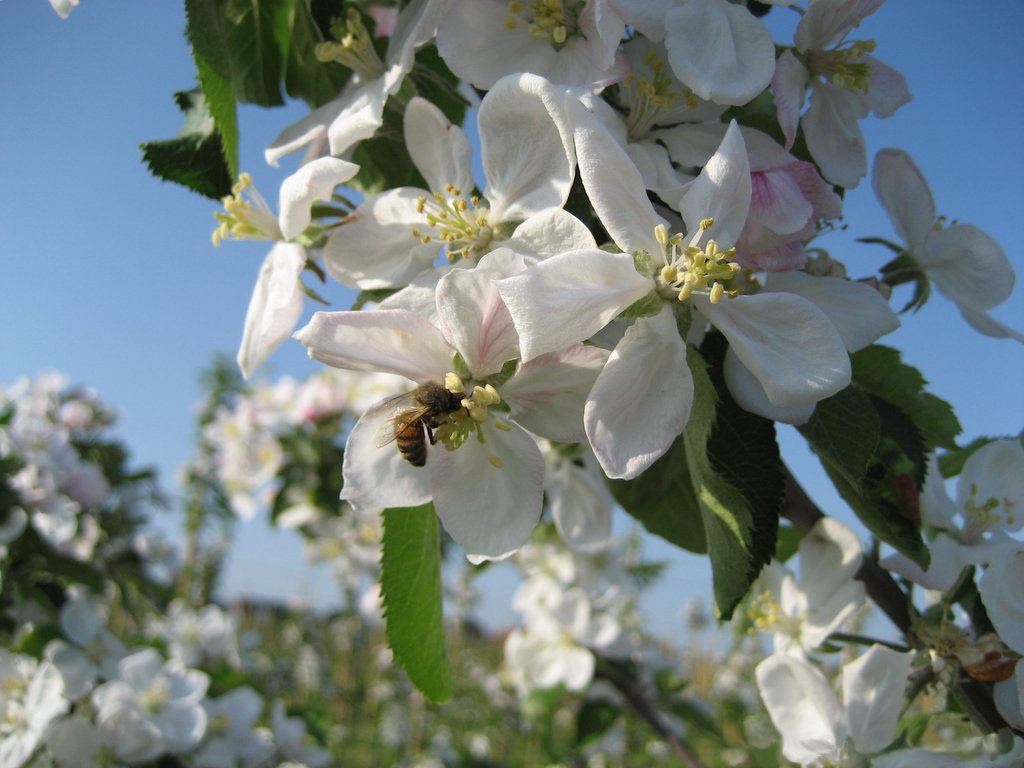
Les vergers sont l'activité principale du Altes Land

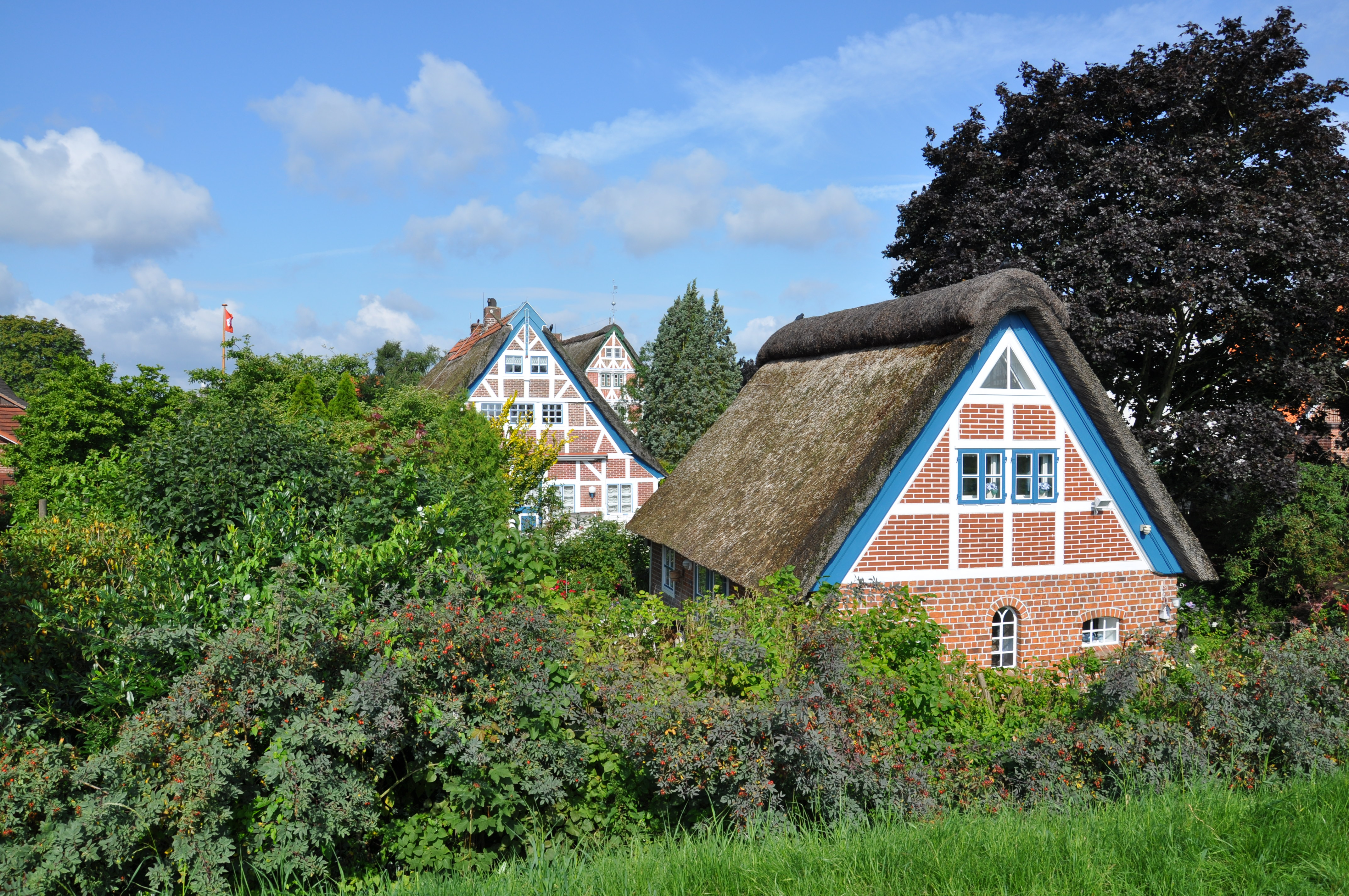
Altes Land: La ville de Steinkirchen

Altes Land (le vieux pays) est une région de marais asséchés située en Allemagne, à cheval entre la Basse-Saxe et Hambourg. En aval de Hambourg, cette partie du Marsch s'étend sur le bord sud-ouest de l'Elbe (fleuve) près des villes de Stade, Buxtehude et Jork. À Hambourg, il comprend les arrondissements de Neuenfelde, Cranz, Francop et Finkenwerder (en).
La région est le plus grand verger contigu en Europe centrale et la région de verger la plus vaste et la plus au Nord du monde. Elle s'étend sur 143 km2 (14 300 hectares) avec 77 % de pommiers et 12,7 % de cerisiers.

## Étymologie
Le nom officiel allemand est Altes Land, qui signifie "vieux pays". Toutefois, Altes Land est une erreur de traduction de Basse-Saxe, qui à l'origine n'avait rien à voir avec la notion de «vieux» puisqu'il s'agit d'une appellation Hollandaise (référence à la zone initiale réclamée par des colons néerlandais). Le premier accord de colonisation remonte à 1113 et a été rédigé à l'époque de l'archevêque Frédéric Ier de Brême. Une des municipalités du Altes Land est Hollern, un nom qui provient de "Holländer" - terme allemand pour "néerlandais".

## Géographie
Le Altes Land est divisé en trois «miles» (Meilen). Ces miles sont des zones le long des rives de l'Elbe. Le premier Mile, entre les rivières Schwinge et Lühe, fut créé par une digue construite vers 1140. Le deuxième Mile est la zone à l'est de la première entre les rivières Lühe et Este, une région qui a été asséchée à la fin du XIIe siècle. Le troisième Mile, entre l'Este et l'Elbe, a été asséché seulement à la fin du XVe siècle, quand la région a été très durement touchée par des raz-de-marée.
Les zones les plus peuplées sont celles proches de l'Elbe. Elles comprennent les marais les plus fertiles reliées entre elles par des tourbières.
Les terres fertiles ont conduit au développement d'une culture dominée par l'agriculture. Les villages sont appelés Marschhufendörfer, un type spécial de village où les fermes sont établies le long d'une rue avec les terres directement derrière. Un élément caractéristique sont des fermes à colombages richement décorées avec leurs passerelles élaborées.

## Économie
Aujourd'hui, le tourisme joue un rôle majeur dans l'économie locale, en particulier à l'époque de floraison des cerisiers et des pommiers. Toutefois, les vergers sont progressivement remplacés par des lotissements résidentiels. Beaucoup de ces nouveaux foyers sont ensuite vendus ou loués à des banlieusards qui travaillent dans la ville voisine de Hambourg.